# Utiaritichthys longidorsalis
El nombre válido para Myloplus longidorsalis es Utiaritichthys longidorsalis es una especie de pez de agua dulce de la familia Serrasalmidae en el orden de los Characiformes. Los estudios moleculares han demostrado que Utiaritichthys siempre ha estado anidado dentro del género Myloplus sensu lato, lo que plantea la cuestión de una posible sinonimia entre estos dos géneros, que aún no se ha establecido.

## Morfología
Los machos pueden llegar alcanzar los 20,3 cm de longitud total.

## Hábitat
Vive en zonas de clima tropical.

## Distribución geográfica

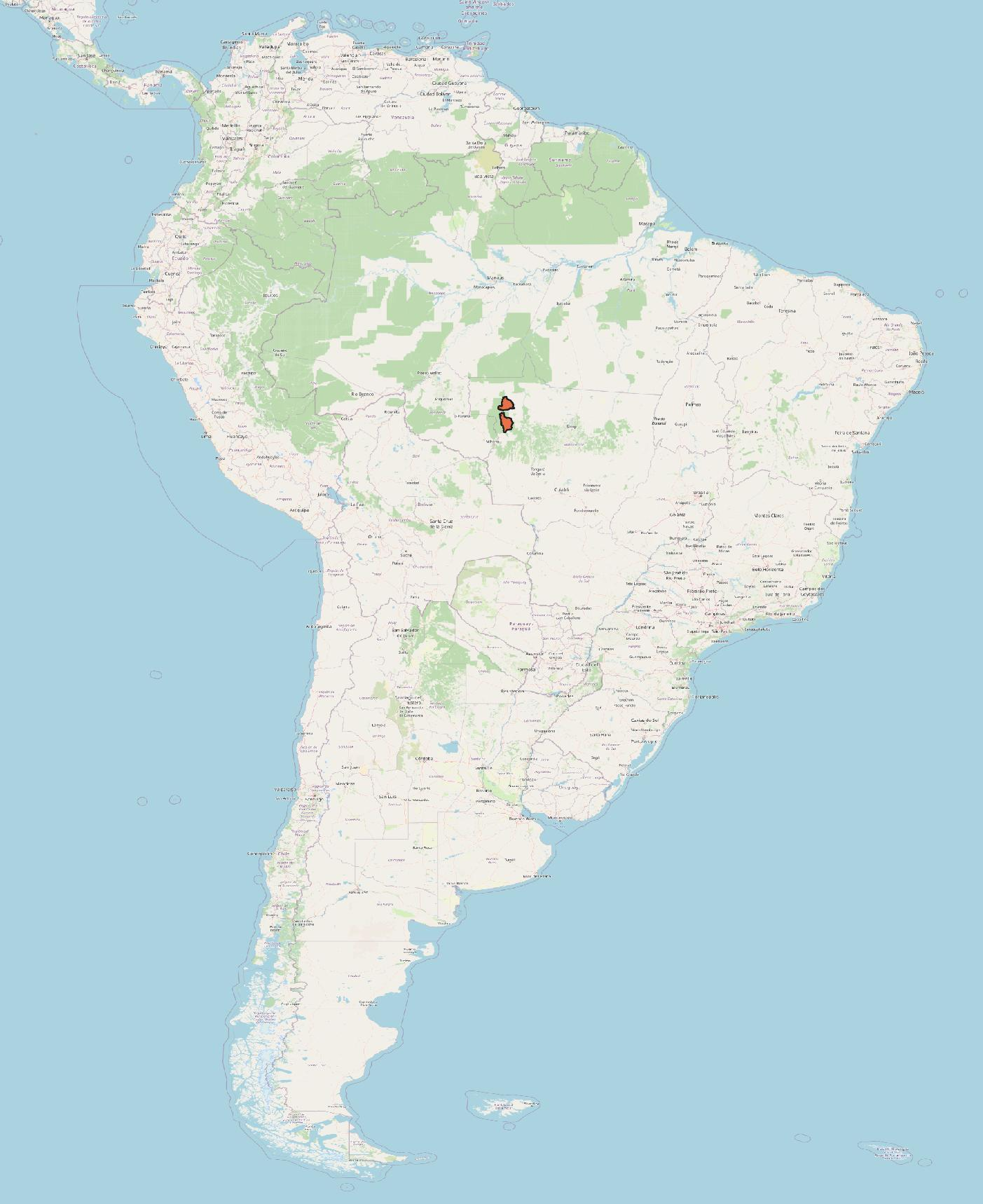
Área de distribución de U. longidorsalis en Brasil según la UICN (2024).

Se encuentran en Sudamérica:  Utiaritichthys longidorsalis es endémica de Brasil, habiendo sido encontrada solamente en su localidad tipo, el río Aripuanã, en la cuenca del río Madeira, aguas arriba de la cascada de Dardanelos, en el estado de Mato Grosso (ver huella en la figura).

## Publicación original
M. Jégu, L. Tito de Morais y G.M. dos Santos, "Redescription des types d'Utiaritichthys sennaebragai Miranda Ribeiro, 1937 et description d'une nouvelle espèce du bassin amazonien, U. longidorsalis (Characiformes, Serrasalmidae)", Cybium, Francia, vol. 16, no 2, abril 1992, p. 105-120.